# Milan Ohnisko
 (décembre 2023).
Si vous disposez d'ouvrages ou d'articles de référence ou si vous connaissez des sites web de qualité traitant du thème abordé ici, merci de compléter l'article en donnant les références utiles à sa vérifiabilité et en les liant à la section « Notes et références ».
Milan Ohnisko (16 juillet 1965 à Brno, République tchèque) est un poète et éditeur tchèque. Après avoir quitté deux fois des écoles secondaires  avant l'obtention d'un diplôme, il travailla dans plusieurs métiers manuels. Il eut aussi sa propre maison d'édition et une librairie. Actuellement il travaille comme éditeur indépendant.
La poésie d'Ohnisko est un mélange de naïveté qui utilise des jeux de mots avec une très haute logique de trait final, d'un  sens de la tragédie néodécadent et de quichottisme  d'un outsider combattant les idées reçues ; il utilise et combine fréquemment humour, ironie, absurde et naïveté.

## Œuvres
Publiées en langue tchèque.
- Obejmi démona! (2001)
- Vepřo knedlo zlo aneb Uršulinovi dnové (2003)
- Milancolia (2005)  (ISBN 80-7227-226-8)
- Býkárna (+ Ivan Wernisch et Michal Šanda) (2006)  (ISBN 80-7227-252-7)
- Love! (2007)  (ISBN 80-7227-254-3)